# 大坪 (市原市)
大坪（おおつぼ）は、千葉県市原市の三和地区にある大字。郵便番号は290-0208。

## 概要
養老川沿いの低地水田地帯となっている。中央部には集落が存在している。

## 地理
北は西広、東は海士有木又は山倉、南は相川、西は権現堂と接する。

## 歴史

### 沿革
- 元和元年(1615年) - 大坪村が旗本・三宅氏の所領となる[5]
- 元禄8年(1695年) - 江戸幕府の天領となる[5]
- 元禄11年(1698年) - 旗本・鈴木氏と小栗氏の相領となる[5]
- 1873年(明治6年) - 千葉県の所属となる[5]
- 1889年(明治22年) - 市西村の大字・大坪となる[5]。戸数51、人口306人[5]。
- 1955年(昭和30年) - 三和町の大字となる[5]
- 1965年(昭和40年) - 市原市の大字となる[5]。戸数133、人口600人[5]。

## 世帯数と人口
2022年4月1日現在の世帯数と人口は以下の通りである。
| 町丁字 | 世帯数  | 人口  |
| ------ | ------- | ----- |
| 大坪   | 238世帯 | 493人 |

## 通学区域
市立小中学校及び県立高校に通学する場合の通学区域は以下の通りである。
| 町丁字 | 番地 | 小学校             | 中学校             | 県立高校 |
| ------ | ---- | ------------------ | ------------------ | -------- |
| 大坪   | 全域 | 市原市立市西小学校 | 市原市立三和中学校 | 第9学区  |

## 施設
- 福楽寺 - 真言宗の寺院
- 諏訪神社

## 交通

### 鉄道
- 小湊鉄道小湊鉄道線海士有木駅、上総三又駅

### 道路
- 国道297号線（通称・大多喜街道）[8]
- 千葉県道13号市原茂原線
- 千葉県道292号犬成海士有木線